# Mara (Organisierte Kriminalität)
Mit Mara bezeichnet man vor allem in El Salvador, Guatemala und Honduras kriminelle Organisationen (syn. pandillas criminales), die in verschiedenen Ländern Mittelamerikas, aber auch in den USA und Italien, aktiv sind. Sie sind meist straff organisiert und weisen oft mafiaähnliche Strukturen auf. Sie kontrollieren zumeist weite städtische und ländliche Bereiche und sind teilweise auch übergreifend in mehreren Ländern Mittelamerikas und ebenso in den Vereinigten Staaten aktiv.
In den 1980ern wurden viele Länder in Zentral- und Südamerika von diktatorischen Regierungen geführt und in den meisten dieser Länder herrschte Bürgerkrieg. Viele Menschen, zumeist aus El Salvador sowie auch aus Honduras und anderen zentralamerikanischen Ländern, flüchteten vor diesen Unruhen in die USA. Nach Ende des Bürgerkriegs in El Salvador im Jahr 1992 begann in den Vereinigten Staaten ein Prozess zur Rückführung von Einwanderern salvadorscher Nationalität aus den USA in ihre ehemalige Heimat. Zahlreiche dieser Deportierten waren Bandenmitglieder aus Gebieten von Los Angeles. Nach ihrer Ankunft in El Salvador setzten die meisten ihre kriminellen Aktivitäten dort fort. Zurück in Zentralamerika rekrutierten sie zudem neue Mitglieder, die wiederum illegal in die USA einreisten und die dortigen Banden nun verstärkten.
Die bekanntesten Maras dort sind die verfeindeten Mara Salvatrucha und die Mara 18, die zusammen etwa hunderttausend Mitglieder haben sollen. Schwerpunkte der Kriminalität sind der Drogen- und der Waffenhandel.
In Honduras wurde 2003 vom Kongress ein Gesetz verabschiedet, das die Mitgliedschaft in einer Bande mit einer Gefängnisstrafe von mindestens drei Jahren bestraft.

## Ursprung des Namens
Das Wort „Mara“, mit dem sich die Gangs selbst bezeichnen und das in Zentralamerika mittlerweile in den alltäglichen Sprachgebrauch (und in Gesetzestexte) Eingang gefunden hat, ist möglicherweise eine Kurzform von Marabuntas. Dies sei der Name einer in der Amazonasregion vorkommenden Wanderameisenart Cheliomyrmex andicola, die massenhaft in ein Gebiet einfällt und erbarmungslos alles zerstört, so die gängigste der Entstehungsmythologien der Maras und eine entsprechende Theorie über die Wortherkunft.

## Filme
- Sin nombre: 2009, Regisseur: Cary Joji Fukunaga (handelt u. a. von der Zukunftsperspektive von Mitgliedern der Mara Salvatrucha)
- La vida loca: 2007, Regisseur: Christian Poveda, der 2009 in El Salvador von Maras getötet wurde